# Nevem: Thomas
A Nevem: Thomas (eredeti cím: Il mio nome è Thomas) 2018-ban bemutatott olasz romantikus filmdráma, melynek rendezője, forgatókönyvírója és főszereplője Terence Hill. A film zenéjét Pino Donaggio szerezte. A filmet Bud Spencer emlékének szentelték, aki 2016. június 27-én, nem sokkal a film forgatásának vége előtt hunyt el.
Olaszországban 2018. április 19-én, Magyarországon 2018. október 4-én mutatták be a mozikban.

## Cselekmény
Thomas elindul Harley-Davidsonján Olaszországból, hogy elérje az Almería környéki sivatagot, ahol különleges módon meditálhat egy általa kedvelt könyvben leírtak alapján. Nem sokkal az indulás után azonban segítségére lesz egy fiatal lánynak, Luciának, aki két rabló elől menekül. Thomas folytatná magányos utazását, de Lucia ragaszkodik hozzá és a férfi is érdeklődni kezd iránta, így végül ketten együtt utaznak tovább.
Útjuk során egy sor baleset lassítja őket, amelyek többségét Lucia okozza. Thomas számára világossá válik, hogy a lány bajban van, és a férfi elbizonytalanodik, megpróbáljon-e ezek után is segíteni neki vagy egyedül folytassa az útját. De nem Lucia az egyetlen, aki bajban van. Thomasnak ekkor válik nyilvánvalóvá, hogy valami hiányzik az életéből: valami cél, ami irányt adhatna neki a meditáláson kívül. Bár nem tudja, ezt hol keresse, van egy homályos érzése, hogy Lucia jelenléte segíthet neki megtalálni ezt a bizonyos célt.
Végül Thomas kiteszi Luciát, hogy találkozzon állítólagos nagynénjével és Thomas befejezi az utat a sivatagi menedékhelyére. Miközben megkezdi önfelfedező útját, úgy tűnik, kevésbé találja kielégítőnek az élményt, mint remélte. Reggel arra ébred, hogy Lucia csatlakozott hozzá és a lakása melletti fészerben húzta meg magát. Ketten együtt folytatják a sivatagi elvonulást, ismét néhány, Lucia belső zűrzavarából adódó megszakítással. A különleges könyvet olvassák, amely maga is egy önfelfedezés története, Krisztus születésének történetét és Mária tapasztalatait mesélve el, de inkább személyes, mint vallási szempontból. Lucia számára belső démonjainak leküzdése nehéz és érzelmileg megterhelő feladat. Thomas is új dolgokat tanul, talán inkább abból, hogy Luciának próbál segíteni, mintsem a könyv újraolvasásásából.
Ahogy telnek a napok, kettejük között szoros kötelék alakul ki és sokat törődnek egymással, bár látszólag nem romantikus értelemben. Thomas élete új értelmet nyer, Lucia pedig megtalálja a belső békét, amire szüksége volt. A film végén a körülmények miatt elválnak útjaik, azonban az utolsó jelenetben kiderül, közös útjuknak talán még sincs vége.

## Szereplők
| Szerep          | Színész              | Magyar hang     |
| --------------- | -------------------- | --------------- |
| Thomas          | Terence Hill         | Ujréti László   |
| Lucia           | Veronica Bitto       | Tamási Nikolett |
| Dottoressa      | Eva Basteiro-Bertoli | Lázár Erika     |
| Maria           | Francesca Beggio     | Gulás Fanni     |
| Zia Rosario     | Guia Jelo            | Andresz Kati    |
| Priore          | Andy Luotto          | Forgács Gábor   |
| Padre Felicino  | Giuseppe Gandini     | Kerekes József  |
| Cameriere       | Giovanni Malafronte  | N/A             |
| Max             | Matt Patresi         | N/A             |
| Dottoressa nave | Cinzia Susino        | N/A             |

## Fordítás
- Ez a szócikk részben vagy egészben  a   My Name Is Thomas című angol Wikipédia-szócikk fordításán alapul.  Az eredeti cikk szerkesztőit annak laptörténete sorolja fel. Ez a jelzés csupán a megfogalmazás eredetét és a szerzői jogokat jelzi, nem szolgál a cikkben szereplő információk forrásmegjelöléseként.
- Ez a szócikk részben vagy egészben  az   Il mio nome è Thomas című olasz Wikipédia-szócikk fordításán alapul.  Az eredeti cikk szerkesztőit annak laptörténete sorolja fel. Ez a jelzés csupán a megfogalmazás eredetét és a szerzői jogokat jelzi, nem szolgál a cikkben szereplő információk forrásmegjelöléseként.